# Милан Миличић
Милан Миличић (Београд, 22. април 1972) је некадашњи српски пливач, манекен, телевизијски водитељ, менаџер и писац. Он је девесетих година био познат по раду на телевизијама Пинк и БКТВ.

## Биографија
Школовао се и ради у Београду. Завршио је Девету Београдску Гимназију и Економски факултет. Радио у компанијама ComTrade Group, Genel Group, ASUS Technologies, EUnet Group, на позицијама Директора Продаје и Маркетинга.
Ради као предавач у Пословној Академији Привредне Коморе Србије, консултант за микро, мала и средња предузећа за области продаје, маркетинга и менаџмента.
Заједно са Бошком Јаковљевићем и Станком Шкугором био је један од најуспешнијих манекена деведесетих. Почео је да снима рекламе, шпице и био је водитељ емисије о компјутерима High Tech, квиза Лова на слова а затим и заштитно лице јутарњег програма Будилник на БК ТВ, до гашења ове телевизије.
Он је 30 година провео у продаји од нивоа продавца до Директора Продаје у неколико домаћих и интернационалних компанија. Оснивач је Management Training Center-a у Београду, у коме се успешно бави едукацијама, консалтингом, менторингом продаваца, продајних тимова.
Солиста је Академнског Културно Уметничког друштва Бранко Крсмановић.
Ожењен је и има двојицу синова, Вука и Лазара.

## Дела
- Брендопедиа (2013; Маркс и блидс, Београд) публицистичка књига о брендовима и маркетингу.[2][3]
- Битка за Европу (2020, Дом културе Студентски град, Београд) техно трилер роман.[4]
- Академија Продаје (2024, MИБА Боокс)